# Kolin kansallispuisto
Kolin kansallispuisto este o arie protejată (arie specială de conservare — SAC, sit de importanță comunitară — SCI) din Finlanda întinsă pe o suprafață de 2.717,5 ha, integral pe uscat.

## Localizare
Centrul sitului Kolin kansallispuisto este situat la coordonatele 63°05′07″N 29°49′30″E / 63.0853°N 29.825°E.

## Înființare
Situl Kolin kansallispuisto a fost declarat sit de importanță comunitară în august 1998 pentru a proteja 1 specie de plante și 6 specii de animale. Situl a fost protejat și ca arie specială de conservare în aprilie 2015.

## Biodiversitate
Situată în ecoregiunea boreală, aria protejată conține 15 habitate naturale: Ape oligotrofe din câmpii nisipoase, cu un conținut foarte redus de minerale (Littorelletalia uniflorae), Lacuri și iazuri distrofice naturale, Cursuri de apă de la nivel de câmpie la nivel montan, cu vegetație Ranunculion fluitantis și Callitricho-Batrachion, Pajiști fino-scandinave uscate până la mezice, bogate în specii de altitudine mică, Liziere de ierburi înalte hidrofile de câmpie și de nivel montan până la alpin, Fânețe de joasă altitudine (Alopecurus pratensis, Sanguisorba officinalis), Mlaștini turboase de tranziție și turbării mișcătoare, Izvoare fino-scandinave și mlaștini produse de izvoare bogate în minerale, Mlaștini alcaline, Pante stâncoase silicioase cu vegetație casmofită, Taiga vestică, Păduri fino-scandinave bogate în ierburi cu Picea abies, Păduri de conifere pe eskere fluvioglaciare sau legate la acestea, Pășuni din zone de pădure fino-scandinave, Mlaștini împădurite.
La baza desemnării sitului se află mai multe specii protejate:
- plante (1): Diplazium sibiricum
- amfibieni (1): triton cu creastă (Triturus cristatus)
- mamifere (2): vidră de râu (Lutra lutra), veveriță zburătoare siberiană (Pteromys volans)
- nevertebrate (3): fluturele flitirar (Euphydryas maturna), Stephanopachys linearis, Xyletinus tremulicola

Pe lângă speciile protejate, pe teritoriul sitului au mai fost identificate 10 specii de plante, 3 specii de păsări, 4 specii de mamifere, 14 specii de nevertebrate, 3 specii de pești.